# Przedpełk
Przedpełk, Przedpołk – staropolskie imię męskie, złożone z członów Przed- („przed", ale też „naj”, „przez” i wiele innych) i -pełk, -połk („regiment wojska, pułk”). Mogło oznaczać „stawiający wyżej pułk, wojsko” lub też „ten, który dowodzi pułkiem” albo „ten, który jest lepszy od całego pułku”.
Przedpełk imieniny obchodzi 9 października.
Znane osoby o imieniu Przedpełk:
- Przedpełk – wojewoda poznański
- Przedpełk ze Służewa – podczaszy brzeski
- Przedpełk z Kopydłowa – uczestnik w bitwie pod Grunwaldem